# Treg Setty
 (août 2023).
Pour les articles homonymes, voir Treg.
Treg Setty, né le 26 juillet 1992 à Maysville, Kentucky, est un joueur américain de basket-ball. Il évolue au poste d'ailier.

## Biographie

### Carrière universitaire
Setty passe sa première année universitaire à la Southern Illinois University Carbondale où il joue pour les Salukis entre 2011 et 2012.
Puis, il part poursuivre son cursus universitaire à l'université de l'Ohio où il joue pour les Bobcats entre 2013 et 2016.

### Carrière professionnelle
Le 23 juin 2016, lors de la draft 2016 de la NBA, automatiquement éligible, il n'est pas sélectionné.
Le 7 juillet 2016, il signe son premier contrat professionnel en Belgique à Louvain chez les Leuven Bears.

## Statistiques

### Universitaires
| Saison    | Équipe            | Matchs | Titul. | Min./m | % Tir | % 3pts | % LF | Rbds/m. | Pass/m. | Int/m. | Ctr/m. | Pts/m. |
| --------- | ----------------- | ------ | ------ | ------ | ----- | ------ | ---- | ------- | ------- | ------ | ------ | ------ |
| 2011-2012 | Southern Illinois | 31     | 10     | 16,3   | 39,4  | 14,3   | 70,3 | 2,52    | 0,68    | 0,84   | 0,06   | 4,35   |
| 2013-2014 | Ohio              | 36     | 0      | 11,6   | 38,6  | 21,1   | 60,0 | 2,14    | 0,78    | 0,36   | 0,19   | 2,97   |
| 2014-2015 | Ohio              | 29     | 2      | 17,7   | 46,3  | 33,3   | 61,0 | 3,31    | 0,93    | 0,52   | 0,24   | 5,10   |
| 2015-2016 | Ohio              | 35     | 35     | 28,1   | 48,6  | 37,2   | 72,2 | 5,09    | 0,86    | 0,83   | 0,26   | 12,00  |
| Total     |                   | 131    | 47     | 18,5   | 45,0  | 30,1   | 66,9 | 3,27    | 0,81    | 0,63   | 0,19   | 6,18   |

### Professionnelles
| Saison    | Équipe       | Matchs | Titul. | Min./m | % Tir | % 3pts | % LF | Rbds/m. | Pass/m. | Int/m. | Ctr/m. | Pts/m. |
| --------- | ------------ | ------ | ------ | ------ | ----- | ------ | ---- | ------- | ------- | ------ | ------ | ------ |
| 2016-2017 | Leuven Bears | 10     | 10     | 24,0   | 42,9  | 12,5   | 66,7 | 3,50    | 1,40    | 0,90   | 0,10   | 9,20   |

Mise à jour le 4 décembre 2016